# Золотухин, Виталий Николаевич
Вита́лий Николаевич Золо́тухин (29 июня 1970 — 14 декабря 2018, Дубна, Тульская область) — советский и туркменский футболист.

## Биография
Начинал играть в Копетдаге из Ашхабада, провёл более 100 матчей во второй лиге СССР. С 1992 года играл в чемпионате Туркменистана.
В 1992—1996 годах входил в состав сборной Туркменистана.
В 1997 году играл в Казахстане за «Елимай». С 1998 года снова играл в Туркменистане, за «Шагадам».
В конце карьеры выступал на любительском уровне за российскую команду «Дубна» из Тульской области, там же работал детским тренером.
Скончался 14 декабря 2018 года на 49-м году жизни после продолжительной болезни. В 2020 году проводился детский турнир по мини-футболу его памяти.

## Достижения
- Чемпион Туркменистана в составе «Копетдага» (1992—1995).

## Статистика
| Сезон   | Клуб     | Лига        | Чемпионат | Чемпионат |
| Сезон   | Клуб     | Лига        | Игры      | Голы      |
| ------- | -------- | ----------- | --------- | --------- |
| 1988    | Копетдаг | Вторая лига | 19        | 2         |
| 1989    | Копетдаг | Вторая лига | 36        | 8         |
| 1990    | Копетдаг | Вторая лига | 37        | 1         |
| 1991    | Копетдаг | Вторая лига | 40        | 6         |
| 1992    | Копетдаг | Высшая лига | ?         | ?         |
| 1993    | Копетдаг | Высшая лига | ?         | ?         |
| 1994    | Копетдаг | Высшая лига | ?         | ?         |
| 1995    | Копетдаг | Высшая лига | ?         | ?         |
| 1996    | Копетдаг | Высшая лига | ?         | ?         |
| 1997    | Елимай   | Высшая лига | 8         | 1         |
| 1998/99 | Шагадам  | Высшая лига | ?         | 12        |

## Достижения
- Многократный чемпион Туркменистана как игрок в составе «Копетдага» (1992—1995).
- Обладатель Кубка Туркменистана 1993 (забил гол в финале).

## Личная жизнь
Сын Николай (род. 1991) тоже занимался футболом, играл за любительские клубы России.